# Compilation of Final Fantasy VII
Compilation of Final Fantasy VII (Kompilacja Final Fantasy VII) – projekt mający na celu rozwijanie świata gry Final Fantasy VII za pomocą różnych mediów. Jego powstanie ogłoszono oficjalnie 15 września 2004 roku, choć przesłanki o nim pojawiające się w Internecie wyprzedziły formalne stanowisko twórców serii Final Fantasy, Square Enix.
Wraz z pojawieniem się filmu pełnometrażowego Final Fantasy VII: Advent Children, datuje się także początki powstania Kompilacji. Późniejsze wydanie gry Before Crisis rozbudziło fantazję fanów o domniemane przygotowywanie tytułu z Vincentem Valentinem w roli głównego bohatera. W jednym z numerów magazynu Shounen Jump, pojawił się artykuł o Dirge of Cerberus. Wraz z zapowiedzią nowej gry nawiązującej do historii Cloud Strife’a i jego kompanów, pojawiła się oficjalna wzmianka o Compilation of Final Fantasy VII.
Projekt stał się polem eksperymentalnym dla firmy Square Enix, pozwalającym na bezpiecznie tworzenie gatunków gier, z którymi potentat rynku jRPG nie miał do tej pory do czynienia. Na fali ponownej popularności Final Fantasy VII wydano także kilka pozycji, które oficjalnie nie zaliczają się do Kompilacji Final Fantasy VII.

## Oficjalne częściCompilation of Final Fantasy VII
- część 1: Before Crisis: Final Fantasy VII, premiera:  24 września 2004
- część 2: Final Fantasy VII: Advent Children, premiera:  14 września 2005;   29 listopada 2005
- część 3: Dirge of Cerberus: Final Fantasy VII, premiera:  26 stycznia 2006;  15 października 2006;  17 listopada 2006
- część 4: Crisis Core: Final Fantasy VII, premiera:  13 września 2007;  25 marca 2008;  20 czerwca 2008

Wydano także
- Final Fantasy VII: Advent Children Complete, premiera:  16 kwietnia 2009;  2 czerwca 2009;  27 lipca 2009

### Produkty poboczne
Tytuły związane z Compilation of Final Fantasy VII, ale nie wliczone do oficjalnej numeracji.
- Last Order: Final Fantasy VII – anime przedstawiające wątek Nibelhem, dodawane do specjalnej edycji Final Fantasy VII: Advent Children w Japonii.
- On the Way to a Smile – trzyczęściowa nowelka pokazująca, co zdarzyło się po zakończeniu gry Final Fantasy VII, a przed rozpoczęciem wątków z filmu Advent Children.
- Maiden who Travels the Planet – opowiadanie, które pojawiło się w Ultimania Omega Guide for Final Fantasy VII, opisujące losy duszy Aeris po tym, jak ta złączyła się z Lifestreamem.
- Dirge of Cerberus: Lost Episode – przygotowana specjalnie na telefony komórkowe gra przedstawiająca zdarzenia z Dirge of Cerberus, które nie zostały zawarte w wersji gry na PlayStation 2.

## Produkty niezwiązane z Kompilacją
Produkty wydane w tym samym czasie, co pozycje z Compilation of Final Fantasy VII, lecz nie należące do niej.
- Final Fantasy VII Snowboarding
- Final Fantasy VII: Technical demo for PS3
- Final Fantasy VII: Advent Childern Prologue
- Final Fantasy VII: Advent Children Reunion Files

## Compilation of Final Fantasy VII w Internecie
- Compilation Network
  - Advent Children. adventchildren.net. [zarchiwizowane z tego adresu (2006-12-09)].
  - Before Crisis
  - Dirge of Cerberus
  - Crisis Core
- Oficjalna japońska strona Advent Children
- Oficjalna japońska strona Dirge of Cerberus
- Oficjalna japońska strona Before Crisis
- Oficjalna japońska strona Crisis Core